# Les ales del colom
Les ales del colom (títol original en anglès: The Wings of the Dove) és una pel·lícula dramàtica angloestatunidenca dirigida per Iain Softley, estrenada el 1997. Ha estat doblada al català.
És una adaptació de la novel·la Les ales del colom de Henry James.

## Argument
Com conciliar riquesa, comoditat, respectabilitat amb llibertat, fantasia i desig? Aquest és el dilema de Kate, acompanyada per una rica tia des de la mort de la seva mare, que l'apressa a casar-se amb un pretendent afortunat, mentre té una relació amb el periodista Merton Densher. Llavors fa amistat amb l'americana Milly Theale, de pas per Londres. Totes dues se'n van de viatge a Venècia, acompanyades per Merton. Kate troba llavors una solució al seu dilema amorós: llançar Merton als braços de Milly, que sap condemnada per una malaltia incurable.

## Repartiment
- Helena Bonham Carter: Kate Croy
- Linus Roache: Merton Densher
- Alison Elliott: Millie Theale
- Elizabeth McGovern: Susan Stringham
- Charlotte Rampling: tia Maude
- Michael Gambon: Lionel Croy
- Alex Jennings: Lord Mark

## Premis i nominacions[calcitació]

### Premis
- 1998. BAFTA a la millor fotografia per Eduardo Serra
- 1998. BAFTA al millor maquillatge i perruqueria per Sallie Jaye i Jan Archibald

### Nominacions
- 1998. Oscar a la millor actriu per Helena Bonham Carter
- 1998. Oscar al millor guió adaptat per Hossein Amini
- 1998. Oscar a la millor fotografia per Eduardo Serra
- 1998. Oscar al millor vestuari per Sandy Powell
- 1998. Globus d'Or a la millor actriu dramàtica per Helena Bonham Carter
- 1998. BAFTA a la millor actriu per Helena Bonham Carter
- 1998. BAFTA al millor guió per Hossein Amini
- 1998. BAFTA al millor vestuari per Sandy Powell